# バッド・バニー
バッド・バニー（Bad Bunny、1994年3月10日 - ）は、プエルトリコの歌手、ラッパー、俳優。ラテン・トラップの牽引者。プロレスラーとしても活動している。

## 来歴
2016年にシングル「Diles」でデビュー。2017年にダディー・ヤンキーやJ・バルヴィンなどのレゲトン界の著名アーティストとのコラボを果たし、知名度を上げていく。
2018年には英語圏のアーティストとのコラボも果たし、中でも5月にリリースしたカーディ・BとJ・バルヴィンとのコラボ曲「I Like It」は、Billboard Hot 100で首位を記録。10月にリリースしたドレイクとのコラボ曲「Mia」は、自身がリードアーティストとなる楽曲でBillboard Hot 100で5位を記録した。
2019年にはJ・バルヴィンとコラボレーティヴ・アルバム『Oasis』をリリース。米Billboard 200で9位を記録する。
2020年2月29日、2作目のソロアルバム『YHLQMDLG』をリリースし、全米2位を記録する。11月27日には3作目のアルバム『El Último Tour Del Mundo』をリリースした。収録曲「Dakiti」は全米最高8位を記録する。
2021年2月15日に放送されたWWE・RAWでWWE 24/7王座を戴冠した。同年リリースした「Yonaguni」では日本語を歌詞の一部に取り入れた。レッスルマニア37ではダミアン・プリーストとタッグを組みザ・ミズ＆ジョン・モリソンと対戦、勝利する。地元プエルトリコで開催された第18回バックラッシュではダミアン・プリーストとシングルで対戦、勝利する。

## 人物
独創的なファッションで知られ、個性的なサングラスがトレードマーク。2018年のアメリカン・ミュージック・アワードでは額に目のシールを貼って登場し、大きな話題を呼んだ。
LGBTQコミュニティを熱心に支援していることで知られる。
セックスについて「この世の中で最も美しく深い事柄」だと考えており、「何もしていない時はいつだってセックスのことを考えている。何もしていない時間は多いんだけどね」と語っている。

## ディスコグラフィー
スタジオ・アルバム
- X 100pre（2018）
- Oasis (J・バルヴィンと共演) （2019）
- YHLQMDLG (2020)
- LAS QUE NO IBAN A SALIR (2020)
- El Último Tour Del Mundo (2020)
- Un Verano Sin Ti (2022)
- Nadie Sabe Lo Que Va a Pasar Mañana（2023）
- DeBÍ TiRAR MáS FOToS (2025)

## フィルモグラフィ

### 映画
| 年   | 題名                                            | 役名               | 備考                 |
| ---- | ----------------------------------------------- | ------------------ | -------------------- |
| 2022 | ブレット・トレイン Bullet Train                 | ウルフ（オオカミ） |                      |
| 2023 | カサンドロ リング上のドラァグクイーン Cassandro | フェリペ           | Amazonオリジナル映画 |
| TBA  | Caught Stealing                                 |                    |                      |